# Педагогический колледж Дебрецена
Педагогический колледж Дебрецена или Реформатский колледж Дебрецена (венг. Debreceni Református Kollégium) — учебное заведение, основанное в венгерском городе Дебрецене в 1538 году в качестве начальной академической школы.
В дополнение к богословию в нём также изучали философию, гуманитарные науки, естественные науки и юриспруденцию. Колледж заложил основы для будущего венгерского королевского университета; при этом церковное заведение продолжало работать и в годы социализма.
В первой половине 1849 года Дебрецен стал столицей страны: с 9 января по 31 мая Палата представителей проводила свои заседания в здании колледжа, а первый этаж южного крыла здания был отдан Министерству финансов.

## История
Педагогический колледж Дебрецен был тем местом, где началась Венгерская революция 1848—1849 годов и куда бежало революционное правительство. 21 декабря 1944 года в здании данного учебного заведения заседало Переходная национальная ассамблея страны. Колледж часто становился местом появления новых идей — «реформации духа».
В 2011 году педагогический колледж был объединён с Реформатским богословским университетом, также расположенном в Дебрецен и существовавшим с 1538 года. Обучаются в университете исключительно члены Венгерской реформатской церкви.

### Первые 2 века
Török János унаследовал Дебрецен в 1550 году и начал в нём реформы. В качестве первого шага он пригласил священника, являвшегося сторонником Реформации. В результате его работы местные учебные заведения стали меняться — под влиянием идей Жана Кальвина. Первый известный ректор (scholae mester) Dézsi András занимал пост главы колледжа с 1549 по 1551 год.
Оригинальное здание учебного заведение сгорело в 1564 году, но вскоре было частично восстановлено. Основные расходы на содержание школы нёс город Дебрецен — это, прежде всего, были траты на содержание бедных студентов из сельской местности и заработные платы педагогам и членам администрации. Отдельные лица также жертвовали школе значительные средства: в частности, в 1592 году крупное пожертвование позволило пополнить местную библиотеку.
В результате заключения в 1606 году Венского мирного договора (Bécsi béke) местные власти оказались в состоянии тратить больше средств на поддержку образования, а в учебном заведении отметился рост уровня образования. Местные аристократы в тот период жертвовали и завещали денежные суммы и земельные наделы («для пропитания студентов»). В начале XVII века в Дебрецене обучалось около тысячи студентов.

### Век просвещения
Во время восстания Ракоци, в октябре 1705 года, императорская армия разграбила город и ВУЗ: сильно пострадали библиотека и типография. После подавления венгерского национального движения в стране началась католическая реакция. В 1716 году власти страны реорганизовали Римско-католический приход в городе. Из-за прекращения государственного финансирования школа оказалась на грани уничтожения.
В апреле 1757 года в учебном заведении остро встал вопрос о том, кто является основной властью в нём: церковные пасторы или муниципальные и церковные меценаты, взявшие на себя его содержание. Опубликованный в 1777 году новый закон о школах (Ratio Educationis) поставил колледж под надзором государства.

### 1802—1849
XIX век начался для колледжа трагически: 11 июня 1802 года сгорело южное крыло его здания. Данное событие ускорило перепланировку и перестройку старого здания. Очередная реформа образования в стране (Ratio Educationis), опубликованная в 1807 году, вызвал в колледже «переполох»: предлагаемая реформой учебная программа сильно отличалась от учебного плана колледжа. В 1816 году в учебном заведении начали преподавать и азы венгерского языка (на первых четырёх курсах).
В 1823 году в колледже был сформирован отдел естественная история, а в 1825 — педагогический отдел.
Данный период в истории ВУЗа закончился в связи с событиями революции 1848—1849 годов в Венгрии. Молодежь Дебрецен очень быстро отреагировала на начало революционных событий и массово присоединилась к Национальной гвардии. Благодаря их грамотности и знаниям, студенты сыграли значительную роль в формировании новых вооружённых сил в стране. Профессора ВУЗа также сыграли с судьбе восстания заметную роль.
Из-за революционных событий учебный 1848-й год был закончен 31 мая; образовательный процесс возобновился только осенью 1849 года. В первой половине 1849 года Дебрецен стал столицей страны: с 9 января по 31 мая Палата представителей проводила свои заседания в здании колледжа (64 открытых сессий и 15 закрытых). В то время первый этаж южного крыла здания был отдан Министерству финансов. Во время «русской оккупации» города и ВУЗа (со 2 августа до конца сентября) мебель и коллекции учебного заведения «понесли тяжелые потери».